# Paradoneis eliasoni
Paradoneis eliasoni är en ringmaskart som beskrevs av Mackie 1991. Enligt Catalogue of Life ingår Paradoneis eliasoni i släktet Paradoneis och familjen Paraonidae, men enligt Dyntaxa är tillhörigheten istället släktet Cirrophorus och familjen Paraonidae. Arten är reproducerande i Sverige. Inga underarter finns listade i Catalogue of Life.